# Escut de Vallanca
L'escut de Vallanca és un símbol representatiu oficial de Vallanca, municipi del País Valencià, a la comarca del Racó d'Ademús. Té el següent blasonament:
| « | Escut quadrilong de punta redona. En camper d'or, quatre pals de gules. En abisme, un cairó d'argent amb una creu plana de gules. Per timbre, una corona reial oberta. | » |

## Història
L'escut fou aprovat per Resolució de 4 de desembre de 2007, del vicepresident primer i conseller de Presidència, publicada al DOCV núm. 5.669, de 28 de desembre de 2007.
Els quatre pals al·ludeixen a la condició de Vallanca com a vila reial, títol concedit per Carles II el 1695, ja que fins llavors la localitat havia pertangut a Ademús, l'escut tradicional de la qual eren també els quatre pals. La creu de Sant Jordi fa referència a l'orde de Montesa, antics senyors del terme.